# St. Bonifatius (Ditfurt)

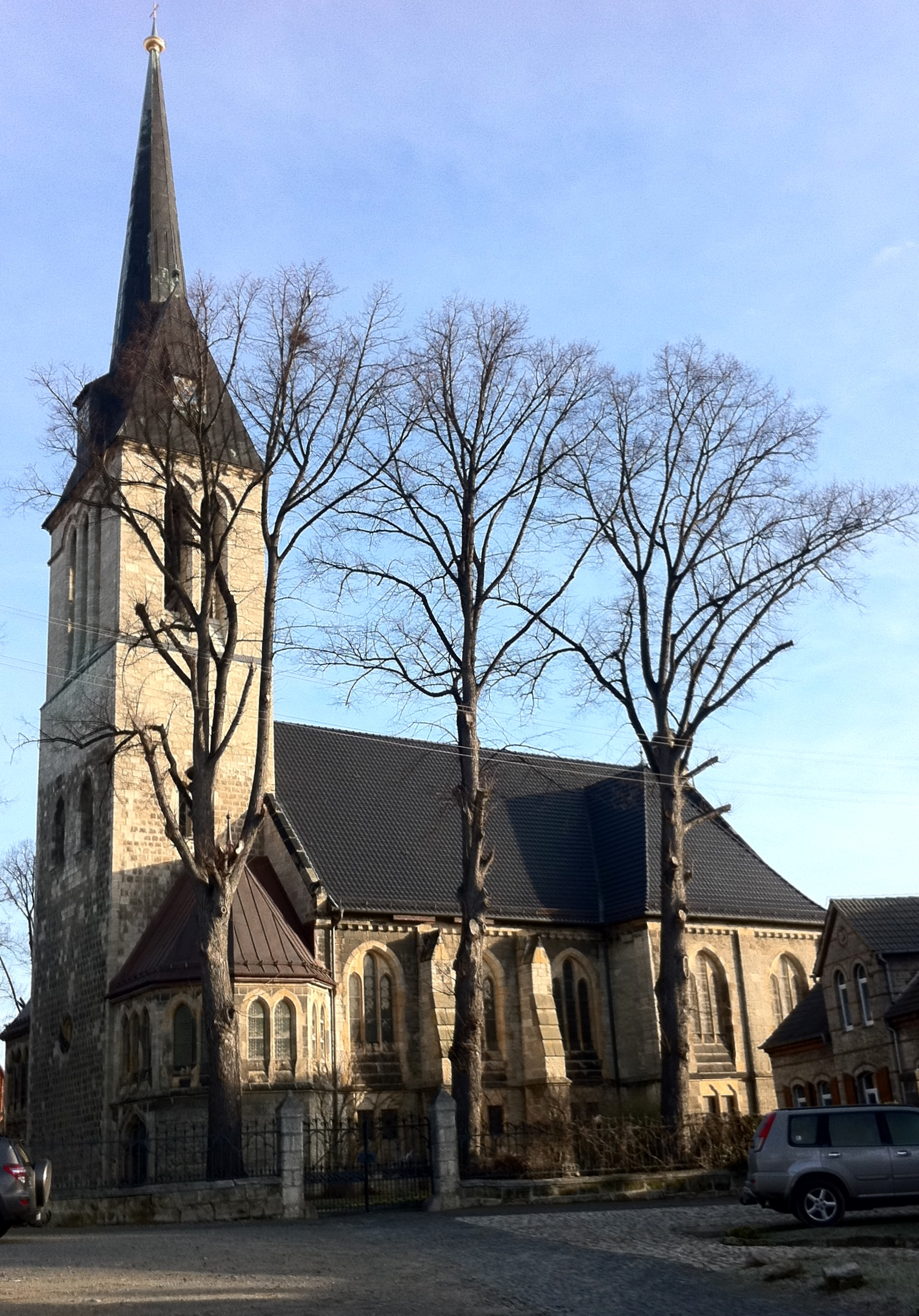
St.-Bonifatius-Kirche

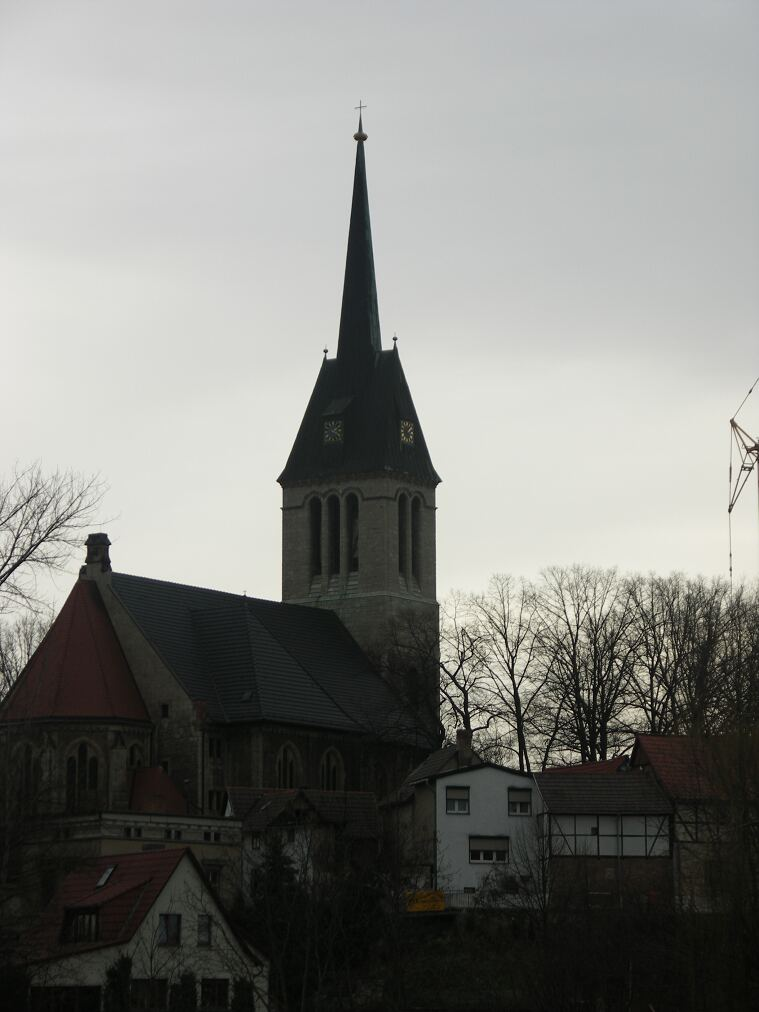
Nordseite

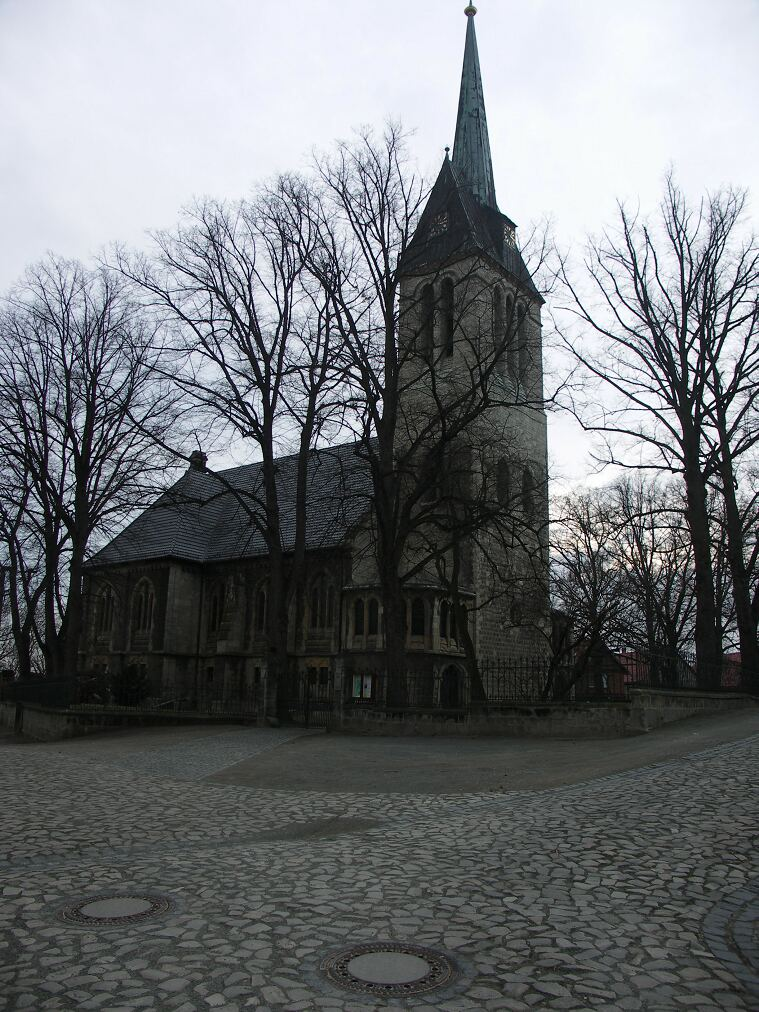
Blick von Nordwesten

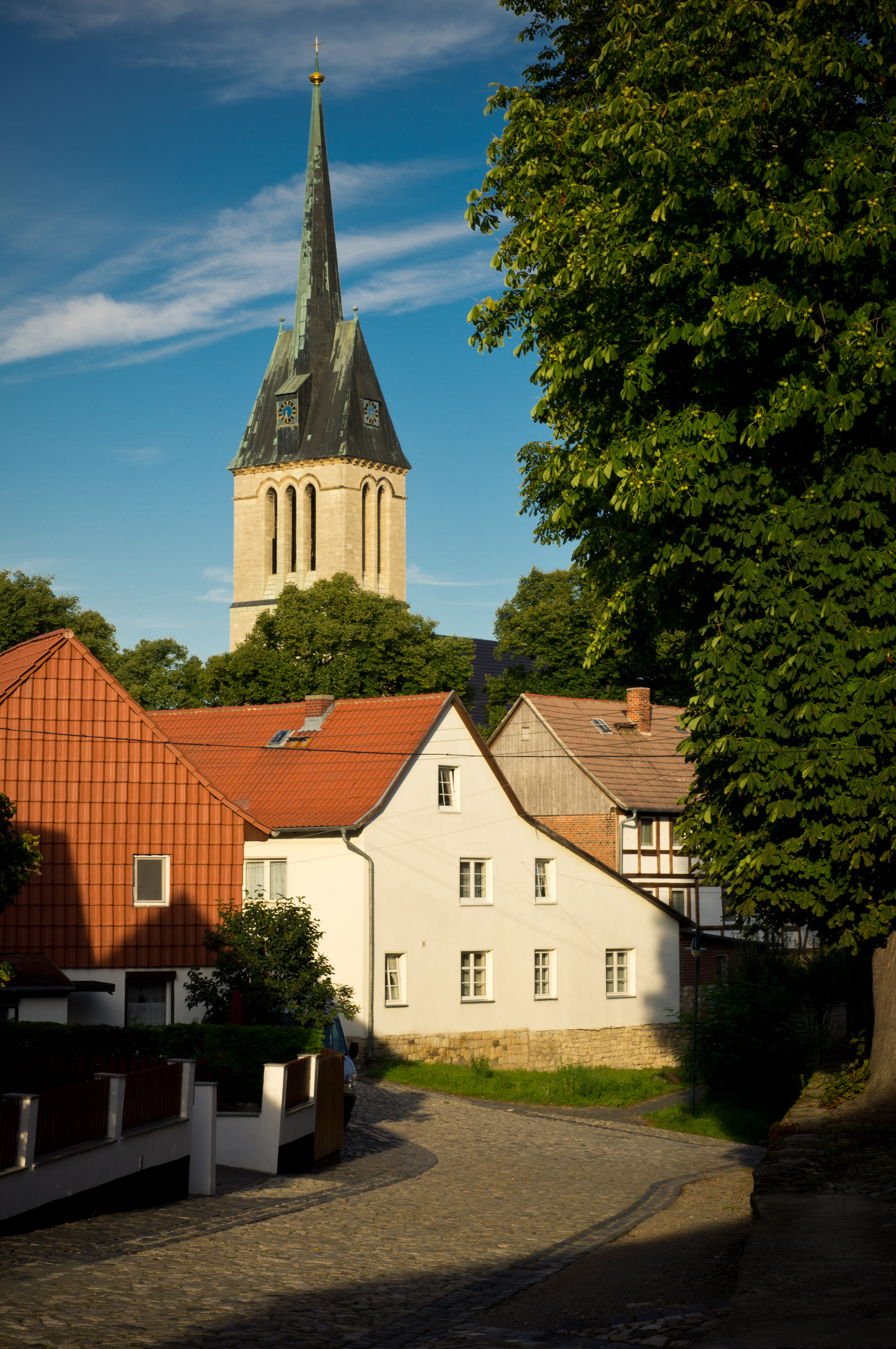
Blick von Westen / vom Heimatmuseum kommend

Die St.-Bonifatius-Kirche ist die evangelische Kirche des Orts Ditfurt in Sachsen-Anhalt.
Sie steht hoch über dem Tal der Bode auf einem alt-sächsischen Burgplatz.

## Geschichte
Eine Bonifatiuskirche wird für Ditfurt bereits im 12. Jahrhundert erwähnt. Erbaut wurde sie von Mönchen des Klosters Fulda. Der westlich des Schiffs befindliche frühgotische Kirchturm stammt mit seinem 15 Meter hohen Turmstumpf von diesem Vorgängerbau. Markant sind seine aus Spitzbögen und Säulen gestalteten Schallarkaden. 
Die an der wichtigen historischen Handelsstraße von Leipzig nach Braunschweig gelegene Kirche verfügte im 15. Jahrhundert durch Schenkungen über größeren Landbesitz. 1569 begann der Bau einer neuen Bonifatiuskirche, wobei man Teile des Vorgängerbaus sowie Teile der baufälligen Nikolaikirche verwendete. Die Einweihung der neuen Kirche erfolgte 1582. 1683 erfolgte der Einbau einer ersten Orgel durch den Quedlinburger Orgelbauer J. Decker. Bereits 1713 wurde eine neue Orgel mit 24 Stimmen eingebaut.
1759 erfolgte eine Erweiterung der Kirche nach Osten. Es entstand eine Sakristei, auch Kanzel und Altar wurden neu angeschafft. Der Köthener Orgelbauer J. Ch. Zuberbier baute 1759 eine neue Orgel ein. 1835 wurde ein neuer Taufstein angeschafft, 1850 erhielt der Turm einen goldenen Turmknopf. 1862 erfolgte wieder der Einbau einer neuen Orgel. Adolf Reubke aus Hausneindorf fügte eine pneumatische Orgel in den vorhandenen barocken Prospekt ein.
Durch statische Beeinträchtigungen war die Kirche 1896 einsturzgefährdet. Man entschied sich für einen Neubau der Kirche. Es entstand von 1901 bis 1903 das heutige Kirchengebäude als dreischiffige Hallenkirche. Die Einweihung der 500 Sitzplätze umfassenden neuen Kirche erfolgte am 11. August 1903. Unterhalb des Altarraums erhielt die Kirche eine Umluftheizung.
Von 1974 bis 1979 erhielt der Kirchturm eine Dachdeckung aus Kupferblech und wurde saniert. Ab 1990 erfolgten diverse Sanierungsarbeiten am Kirchengebäude. So wurde eine Schwammbeseitigung durchgeführt, die denkmalgeschützte Heizungsanlage, die Turmuhr und die Sakristei repariert. 1999 erhielt die Kirche eine zweite Glocke, deren Entstehung auf das 12. Jahrhundert datiert wird. 2004 folgte die Restaurierung des Altarraums. In den Folgejahren wurden weitere Gebäudeteile saniert.

## Architektur
Das Kirchenschiff verfügt über ein Ostquerhaus und einen polygonalen Chor mit einem 5/8-Schluss. Die Gestaltung des mit Werksteinen versehenen Schiffs lehnt sich an den sogenannten Übergangsstil des 13. Jahrhunderts. Der Kirchturm wurde auf etwa 64 Meter erhöht. Der Turm der zweiten Kirche wies nur eine Höhe von 30 Metern auf. Als Zugänge zur Kirche entstanden zwei Säulenportale, die den Kirchturm auf seiner Nord- und Südseite flankieren. Die dreibahnigen Fenster der Kirche sind als Spitzbögen ausgeführt. Es bestehen Strebepfeiler und ein umlaufendes Kaffgesims.
Das Kircheninnere besteht aus einer dreischiffigen, sich über fünf Joche erstreckende Halle mit Emporen. Die Joche sind mit Kreuzrippengewölbe überspannt. Im Langhaus stehen große das Schiff gliedernde Pfeiler. An den Brüstungen der Emporen und an den Stützen befindet sich eine zurückhaltende neoromanische farbliche Gestaltung. Die im Chor befindlichen farbigen Glasfenster zeigen die Anbetung der Hirten, die Kreuzigung und die Auferstehung. Auch die übrige Ausstattung stammt aus der Bauzeit und wird als anspruchsvoll beschrieben. Die Orgel wurde 1903 vom Orgelbauer Ernst Röver aus Hausneindorf gefertigt. Sie ist im Wesentlichen original erhalten. 1917 zu Rüstungszwecken beschlagnahmte Zinnpfeifen wurden 1920 ersetzt. Ab 2005 erfolgte eine Sanierung des Instruments.
Der Kirchhof ist von einer Sockelmauer mit Speerzaun umgeben und verfügt über einen alten Baumbestand.